# Mishima (Fukushima)
Mishima (三島町 Mishima-machi?) es un pueblo localizado en la prefectura de Fukushima, Japón. En junio de 2019 tenía una población de 1.517 habitantes y una densidad de población de 16,7 personas por km². Su área total es de 90,81 km².

## Geografía

### Municipios circundantes
- Prefectura de Fukushima
  - Kaneyama
  - Shōwa
  - Yanaizu

## Demografía
Según datos del censo japonés, la población de Mishima ha disminuido en los últimos años.
| Año del censo | Población |
| ------------- | --------- |
| 1995          | 2.674     |
| 2000          | 2.474     |
| 2005          | 2.250     |
| 2010          | 1.926     |
| 2015          | 1.668     |